# Glyphostoma dialitha
Glyphostoma dialitha é uma espécie de gastrópode do gênero Glyphostoma, pertencente a família Conidae.